# Робак, Кароль
Кароль Робак (пол. Karol Robak; род. 24 августа 1997, Познань) — польский тхэквондист, серебряный призёр первых Европейских игр в Баку и бронзовый медалист чемпионата Европы 2018 года в Казани, участник летних Олимпийских игр 2016 года.

## Биография
На международном уровне Кароль Робак начал выступать в 2011 году. На чемпионате Европы среди кадетов в Тбилиси польский тхэквондист дошёл до финала, где уступил французу Алану Салаи. На юниорском уровне главным достижением Робака стала бронзовая награда юношеского чемпионата мира 2012 года в категории до 55 кг. С 2015 года Робак начал выступать на взрослых соревнованиях в весовой категории до 68 кг. Первую медаль Кароль завоевал в Монтрё, став вторым на турнире Swiss Open. На чемпионате мира в Челябинске молодой поляк смог пробиться в 1/8 финала, но уступил там испанцу Хосе Антонио Росильо.
Первую значимую международную награду Робак завоевал в 2015 году, став серебряным призёром первых Европейских игр. В финале польский спортсмен уступил хозяину соревнований азербайджанцу Айхану Тагизаде 9:10. В том же году Робак стал серебряным призёром молодёжного чемпионата Европы, проиграв в решающем поединке россиянину Максиму Храмцову. 16 января 2016 года Робак выступил в европейском олимпийском квалификационном турнире. Польский тхэквондист уверенно победил всех соперников, разгромив при этом в финале хорвата Филипа Гргича 22:7, и завоевал олимпийскую лицензию.
На летних Олимпийских играх в Рио-де-Жанейро Робак выступал в весовой категории до 68 кг. Перед началом Олимпийских игр польский тхэквондист, согласно своему положению в мировом рейтинге, получил 8-й номер посева. В первом раунде соревнований Робак встретился с сенегальцем Балья Диайе. Поединок прошёл в упорной борьбе и завершился победой поляка 15:12. В четвертьфинале Кароль встречался с первым сеяным бельгийцем Жауадом Ашабом и уступил тому со счётом 7:9. У Робака оставался ещё шанс побороться за бронзовую медаль, но для этого было необходимо, чтобы Ашаб пробился в финал, однако он уступил Алексею Денисенко и, таким образом польский спортсмен завершил свои выступления на Олимпийских играх, заняв итоговое 9-е место.
На чемпионате Европы 2018 года в Казани Робак смог дойти до полуфинала, где в полуфинале уступил британцу Кристиану Макнишу и стал бронзовым призёром европейского первенства. На чемпионате мира 2019 года в Манчестере Кароль пробился в четвертьфинал соревнований, но проиграл там испанцу Хавьеру Пересу 14:15.